# Joachim von Reichel
Eduard Joachim von Reichel alias Joachim von Kürenberg (* 21. September 1892 in Königsberg i. Pr.; † 3. November 1954 in Meran) war ein deutscher Schriftsteller. Er war Erzähler und Dramatiker, wurde aber vor allem mit biografischen Romanen um bedeutende Persönlichkeiten des 19. und 20. Jahrhunderts bekannt.

## Leben
Als Nachfahre von 1861 nobilitierten Salzburger Exulanten besuchte Reichel Gymnasien in Königsberg und Rathenow. Er wurde Offizier im Regiment der Gardes du Corps. Er studierte Kunstgeschichte an den Universitäten Königsberg, Berlin, Zürich und Heidelberg. Im Ersten Weltkrieg war er von 1914 bis 1918 Attaché in Konstantinopel, Rom und Wien.
Er wirkte als Dramaturg in Bremen, Düsseldorf und Wien und war seit 1930 freier Schriftsteller. Da er nicht für den Nationalsozialismus schreiben wollte, erhielt er in Deutschland Berufsverbot und ab 1936 wurden alle seine Schriften verboten. 1935 emigrierte er in die Schweiz. Bei einem Besuch in Italien wurde er verhaftet und von 1943 bis 1945 in der Festung Landsberg gefangengehalten. In der Nachkriegszeit lebte Reichel in Hamburg.

## Ehrungen
- Goldene Ehrenmedaille für Kunst und Wissenschaft (1937)
- Mitglied der Accademia Nazionale dei Lincei
- Mitglied der Kunstakademie Bukarest

## Werke
- (als Leutnant Joachim von Reichel) Balkan-Erlebnisse eines deutschen Geheimkuriers. Ullstein, Berlin 1917
- Essays, 1925
- Mord in Tirol, Drama 1930
- Der Maulwurf, Drama 1931
- Holstein, die Graue Eminenz, 1932
- Rußlands Weg nach Tannenberg, 1934
- Menzel, die kleine Exzellenz, 1934
- Krupp. Kampf um Stahl, 1935
- Johanna von Bismarck, Berlin 1935
- Waffenstarrendes Mittelmeer, 1939
- War alles falsch? (1940)
- Katharina Schratt, Bern 1941
- Die tanzende Heilige, 1941
- Die Kaiserin von Indien, 1946
- Carneval der Einsamen, Bern 1947
- Heinrich von Kleist, 1948
- Die Kaiserin von Indien, Hamburg 1948
- Geld spielt keine Rolle, 1949
- Bella donna, 1950
- Voltaire, 1951
- Carol II. und Madame Lupescu, Bonn 1952
- Nacht der Unsterblichkeit, 1953
- The Kaiser, London 1954

Werke Kürenbergs wurden ins Englische, Französische, Italienische, Finnische, Schwedische, Spanische, Ungarische und Japanische übersetzt.